# Polycitoridae
Polycitoridae — rodzina żachw z rzędu Enterogona, podrzędu Aplousobranchia.
Do rodziny zalicza się następujące rodzaje:
- Archidistoma Garstang, 1891
- Brevicollus Kott, 1990
- Cystodytes Drasche, 1884
- Eucoelium Savigny, 1816
- Eudistoma Caullery, 1909
- Exostoma Kott, 1990
- Millarus Monniot & Monniot, 1988
- Polycitor Renier, 1804
- Polycitorella Michaelsen, 1924
- Rhombifera Peres, 1956